# 贝乌达
贝乌达，是西班牙加泰罗尼亚赫罗纳省的一个市镇。总面积36平方公里，总人口135人（2001年），人口密度4人/平方公里。